# Мястото му за срещи
„Мястото му за срещи“ (на английски: His Trysting Place) е американски късометражен филм от 1914 година, комедия, на режисьора Чарли Чаплин по негов собствен сценарий.
В центъра на сюжета са двама мъже, които разменят по погрешка палтата си, докато обядват в закусвалня, в резултат на което съпругите им ги обвиняват в изневяра. Главните роли се изпълняват от Чарли Чаплин, Мак Суейн, Мейбъл Норманд, Филис Алън.